# Wormaldia artillac
Wormaldia artillac là một loài Trichoptera trong họ Philopotamidae. Chúng phân bố ở miền Cổ bắc.